# 北条美里
北条 美里（ほうじょう みさと ）は、日本のAV女優。新潟県出身。

## 出演作品

### アダルトビデオ
2009年
- 母親失格 （4月15日、小林興業）
- 初撮り新人妻 （4月20日、ドリームステージエンタテインメント）
- 訪問エステに溺れる三十路（アラサー）妻たち （5月8日、東京音光）
- 巨乳女狩り 37 （5月9日（レンタル）／6月12日（セル）、クリスタル映像）…オムニバス作品
- すけべぇ義父の嫁いぢり 30 豊満嫁が義父に犯される?!編 （6月12日、東京音光）
- 巨乳未亡人 （6月26日、Nadeshiko）
- 悶絶美熟女の卑猥な日常 フェロモン漂う肉感的ホームヘルパー、美里の場合 （7月25日、マドンナ）
- レズビアンイズム VOL.03 （8月7日、U&K）
- フェラコレ 特別編 3時間まるごとWフェラ （8月15日、隼エージェンシー）…オムニバス作品
- 人妻のフェラ 2 （8月17日、隼エージェンシー）…オムニバス作品
- 熟した女のふたなりな関係 5 （9月15日、ジャネス）
- ドS熟女に責め続けられたM男 （9月25日、未来・フューチャー）
- 近親相姦 母のお尻 〜淫尻母の絶頂〜 （10月3日、ルビー）
- こだわりの手コキ 人妻編 5 （10月15日、隼エージェンシー）…オムニバス作品
- 夫の前で… （11月1日、エマニエル）
- お母さんのすべて （11月1日、ABC）
- 妖艶熟女の快楽淫語責め （11月3日、AVS）
- 本当にあったレイプな事件 人妻姉妹が押し込み輪姦 （12月19日、mルビー）…オムニバス作品

2010年
- 私たち熟女のフェラチオ見てください 大人美人40人の極上テクニック（7月23日、なでしこ）…オムニバス作品